# Полоцк (шхуна)
«Полоцк» — парусная шхуна Черноморского флота Российской империи; входила в состав эскадры адмирала Ф. Ф. Ушакова в качестве репетичного судна. Участвовала в войне с Турцией 1787—1791 годов, в том числе в первом морском сражении у Фидониси, бомбардировке Синопа и Керасунда, сражениях у Керченского пролива, у острова Гаджибея, у мыса Калиакрии.

## Описание судна
Двухмачтовая парусная шхуна. Длина шхуны составляла 23,2 метра, ширина — 7,3 метра, а осадка — 2,9 метра. Вооружение судна состояло из 14 шестифунтовых чугунных пушек, а экипаж из 120 человек.

## История службы
Судно было построено на верфи в сицилийском городе Рагуза (по другим данным в Греции или Грузии), использовалось в качестве корсарского судна в Эгейском море, грабившего турецкие торговые корабли.
В 1787 году судно было куплено Россией в Грузии у греческих купцов при содействии дипломата Я. И. Булгакова. В Севастополь его привёл капитан-лейтенант А. П. Алексиано (впоследствии ставший вице-адмиралом). Шхуна получила русское название «Полоцк», в честь города Полоцка, правобережная часть которого с 25 июля (5 августа) 1772 года вошла в состав Российской империи после первого раздела Речи Посполитой. Шхуна ходила между Козловым (один из вариантов названия города Евпатория в XVIII веке) и Севастополем.
В 1788 году шхуна стала репетичным (повторяющим сигналы) кораблём эскадры адмирала Ф. Ф. Ушакова. В том же году командиром судна был назначен лейтенант Г. С. Карандино. С июня 1788 года «Полоцк» в составе эскадры контр-адмирала графа М. И. Войновича выходил в море на поиск неприятеля. 3 (14) июля 1788 год шхуна участвовала в первом морском сражении русско-турецкой войны 1787—91 годов у Фидониси между флотами России и Османской империи. В сентябре 1788 года «Полоцк» в составе отряда с четырьмя корсарскими судами греков-добровольцев под командованием капитана 2 ранга Д. Н. Сенявина находилось в крейсерстве у анатолийских берегов. За время крейсерства отряд бомбардировал Синоп и Керасунд, уничтожил береговую батарею и сжёг провиантский склад у города Бонна (к западу от Синопа), уничтожил 10 турецких транспортных судов с грузом леса, провианта и боеприпасов, захватил одно судно. 6 (17) октября, в штормовую погоду, отряд благополучно вернулся в Севастополь. За этот успешный рейд командир отряда Д. С. Сенявин был награждён орденом Святого Георгия 4-й степени, а командир «Полоцка» Г. С. Карандино в январе 1789 года был произведён в капитан-лейтенанты и продолжил командование тем же судном в составе эскадры контр-адмирала Ф. Ф. Ушакова. Судно неоднократно выходило в крейсерство в районе устья Дуная.
В 1790 году командиром шхуны был назначен капитан-лейтенант Г. Г. Белли. Корабль был в военном крейсерстве в Чёрном море. 16 (27) мая 1790 год шхуна «Полоцк» в составе эскадры вышло к анатолийскому берегу для поиска турецких судов у Синопа. В конце мая была отправлена Ф. Ф. Ушаковым в Феодосию с донесением князю Г. А. Потемкину-Таврическому, а затем вернулось к эскадре. Участвовала в сражениях с турецким флотом: 8 (19) июля 1790 год — у Керченского пролива, в конце августа — у острова Гаджибея, 31 июля (11 августа) 1791 год — у мыса Калиакрии. 31 августа (11 сентября) 1791 год командир корабля за отличие в последнем сражении был награждён орденом Святого Владимира 4-й степени. Из рапорта контр-адмирала Ушакова князю Потёмкину: «Репетичного судна Полоцк командующий флота капитан-лейтенант Белле, во время боя с отменной храбростию, искусством и расторопностию выполнял долг свой…».
В 1792—1798 годах шхуна «Полоцк» под командованием Белли до 1794 года, а затем капитан-лейтенанта Ф. Ф. Мессера (впоследствии вице-адмирал) ежегодно находилась в практических плаваниях в Чёрном море в составе эскадр.
В 1791, 1793, 1794 годах судно было килёвано, а в 1796 году кренговано.
В декабре 1799 года шхуна «Полоцк» под командованием лейтенанта К. П. Лобысевича вышла из Николаева с припасами для эскадры адмирала Ф. Ф. Ушакова, находившейся в Средиземном море, и пропало без вести (считалось, что предположительно разбилось у Дунайских гирл).

## Командиры шхуны
Командирами судна «Полоцк» в разное время служили:
- капитан-лейтенант А. П. Алексиано (1787 год)[8];
- лейтенант Г. С. Карандино (1788—1789 годы), с января 1789 года — капитан-лейтенант[9];
- капитан-лейтенант Г. Г. Белли (1790—1792 годы)[10];
- капитан-лейтенант Ф. Ф. Мессер (1794—1797 годы)[11];
- лейтенант С. В. Подгаецкий (1798 год)[14];
- лейтенант К. П. Лобысевич (1799 год)[13].

## Память
В 2013 году останки, предположительно шхуны «Полоцк», были найдены членами центра подводных исследований Крыма на дне моря у берегов посёлка Черноморского на западе полуострова.
В 2015 году компания Мастер-Корабел (ООО «Милания») выпустила набор для самостоятельной сборки деревянной модели судна «Полоцк».